# Demjén
Demjén là một thị trấn thuộc hạt Heves, Hungary. Thị trấn này có diện tích 25,08 km², dân số năm 2010 là 589 người, mật độ 23 người/km².